# Jacques Paoli
Pour les articles homonymes, voir Paoli.
 (septembre 2014).
 (septembre 2014).
Si vous disposez d'ouvrages ou d'articles de référence ou si vous connaissez des sites web de qualité traitant du thème abordé ici, merci de compléter l'article en donnant les références utiles à sa vérifiabilité et en les liant à la section « Notes et références ».
Jacques Paoli, né le 15 février 1924 à Alger, mort le 16 mars 1990 à Paris 5e, est un journaliste français.

## Carrière
Il a débuté[Quand ?] à Rabat au Maroc, où il fit du grand reportage avant de gagner Paris, où il a continué[Quand ?] le reportage avant de présenter les informations du matin sur Europe 1, recruté par Maurice Siegel. Puis il a présenté Europe Midi[Quand ?] pendant de nombreuses années avec un immense succès avant de créer et de diriger en 1971 l'émission Carré Bleu, un concept précurseur des émissions d'aujourd'hui qui mêlait actualité, commentaires, variétés, faits de société, etc. et qui durait tout l'après-midi.
Il a ensuite effectué[Quand ?] un passage à RTL en s'occupant des journaux de début de soirée (18h30 - 19h). Sa voix très grave et très chaude était connue et appréciée, de même que l'on admirait dans le métier, ses longues improvisations puisqu'il présentait toutes ses émissions, journaux comme divertissement, sans aucune note.
Il a terminé sa carrière à RMC en tant que directeur des informations.

## Cinéma
En 1975, il apparaît dans le film à succès Peur sur la ville d'Henri Verneuil avec Jean-Paul Belmondo, dans lequel Jacques Paoli interprète son propre rôle, celui d'interviewer vedette de RTL. Il interprète aussi son propre rôle dans le film Comme un boomerang de José Giovanni, en 1976. On l'entend également, toujours dans son propre rôle, dans L'aventure c'est l'aventure de Claude Lelouch, dans L'Emmerdeur d'Edouard Molinaro et dans Laisse aller... c'est une valse de Georges Lautner en 1971.

## Famille
Il est le père de Stéphane Paoli, journaliste sur Europe 1 puis sur France Inter. Ce dernier peut d'ailleurs être aperçu dans le rôle de son père, Jacques, dans le film Milou en mai de Louis Malle, sorti le 24 janvier 1990, peu avant la mort de Jacques.
Il a également une fille, Vanina Paoli, Chevalier des Arts et des Lettres, Présidente de la Chambre Syndicale des Métiers de la Musique.